# 리얼충
리얼충(일본어: リア充)은 리얼(현실)의 생활에 충실한 사람을 지칭하는, 일본의 인터넷커뮤니티 2채널(니챤)에서 발생된 인터넷 속어이다. 국내에서도 사용되고 있다.

## 발생과 일본에서의 확산
개념 자체는 2005년 즈음에 2채널의 대학생활판에서 성립되어, 리얼충실그룹으로 불리고 있었으나, 2006년 초에 지금의 리얼충이라는 형태로 사용되기 시작했다. 그 후 2007년 여름부터 블로그나 트위터에서 유행했다. 미래검색 브라질에서 주최한 유저(2채널러) 투표 기획 "인터넷 유행어 대상"에서는 2007년에 21위로 뽑혔다. 2011년에는 여자 중고등학생 휴대폰 유행어대상의 금상에도 뽑힐 정도로 성장하여, 갸루어로서도 확고한 위치를 획득하기에 이르렀다.
처음에는 인터넷 상의 커뮤니티에 쳐박혀있는 사람이, 현실생활에 충실하지 않은 것을 자조적으로 표현하기 위한 대어적 조어였다. 당시에는 친구가 1명이라도 있으면 리얼충이라고 불렸다. 그 후, 이 뉘앙스가 종래의 인터넷 문화에 (사용하지 않았기 때문에) 물들지 않은, 휴대전화를 통한 인터넷 이용자들이 유입되면서, 그들의 연애나 직장의 충실함에 대한 질투로 변화되어 갔다.

## 분석과 조사
닛케이BP의 기사에서는 언사이클로피디아의 "리얼충" 항목에 열거되어있는 리얼충의 조건을 토대로, 이제는 모두가 휴대전화만 있으면 PC를 필요로 하지 않는 것을 지적하며, 인터넷과는 별도의 리얼 충실의 가치를 인식 혹은 발견하여, 인터넷과 리얼의 공존이 진행되고있는 것은 아닌가라고 분석하고있다.
메일 전송 서비스 "CLUB BBQ"를 제공하는 주식회사 아이쉐어(アイシェア)는 2009년 3월에 해당 서비스 이용자를 대상으로 "리얼충"을 포함한 인터넷 슬랭에 관련된 의식조사를 실시, 발표했다. '리얼충'이 무슨 뜻인지 알고 있다고 답한 것은 436명 중 26.4%인 115명, "취미, 일, 인간관계 등, 실생활에 충실한 것을 '리얼충이라고"한다는 전제로, 자신을 "리얼충"이라고 생각하냐는 질문에는, "꽤", "어느쪽이라고 한다면"을 포함하여 436명 중 53.4%인 233명이 "리얼충"이라고 답했다.아이쉐어는 "리얼충"이라고 대답한 층의 사람들이, 그렇지 않은 층보다 인터넷 사용 시간이 짧고, 또한 수면시간이 긴 경향이 있다고 분석하고 있다.
리얼충이라고 불리는 행위에는, 호텔의 스위트룸에서 파티, 미팅, 크루징이나 야카타부네, 해수욕, 크리스마스나 할로윈, 스노우보드 여행, 바베큐 등이 있다.

## 국내에서의 사용
연애중인 사람을 지칭하는 말로 종종 사용된다. 국내에서는 리얼충의 충이 벌레 충으로 종종 오해되나(그래서 비속어처럼 쓰인다.) 일본어 원문에서는 충실할 충이다.